# Gemeine Höhlenstelzmücke
Die Gemeine Höhlenstelzmücke (Limonia nubeculosa) ist eine Mücke aus der Familie der Stelzmücken (Limoniidae). Sie wurde vom Verband der deutschen Höhlen- und Karstforscher e. V. zum „Höhlentier 2019“ gekürt.

## Merkmale
Die Mücke erreicht eine Körperlänge von 9 bis 11 Millimetern. Ihre Flügel haben eine dunkle Zeichnung am Vorderrand. Die Fühler sind braun gefärbt, ihr drittes Glied ist gelblich. Das Mesonotum trägt drei dunkle Längslinien. Die Schenkel (Femora) sind gelblich gefärbt und tragen drei dunkle Ringe.

## Lebensweise und Verbreitung
Die Tiere kommen in ganz Europa vor und besiedeln Wälder und unterirdische Lebensräume wie Höhlen und Stollen. In Mitteleuropa sind sie häufig anzutreffen. Sie fliegen von April bis November und kommen in dieser Zeit oft zu Tausenden in Höhlen vor, wo sie typische Übersommerer darstellen.